# Periclimenes cristimanus
Periclimenes cristimanus is een garnalensoort uit de familie van de Palaemonidae. De wetenschappelijke naam van de soort is voor het eerst geldig gepubliceerd in 1965 door Bruce.